# 烏德蓋傳說國家公園
45°49′N 135°25′E / 45.817°N 135.417°E

烏德蓋傳說國家公園是俄羅斯的國家公園，位於該國東南部濱海邊疆區，成立於2007年，面積1,037平方公里，有東北虎、棕熊、亞洲黑熊、豹貓等哺乳類動物棲息。